# Perry Broad
Perry Broad, a veces deletreado Pery Broad (Río de Janeiro, 25 de abril de 1921-Düsseldorf, 28 de noviembre de 1993) fue un suboficial de las SS, de origen brasileño, con el rango de SS-Unterscharführer, activo en Auschwitz desde abril de 1942 hasta su cierre en 1945, como traductor y estenógrafo en el Cuartel Principal de las SS en Auschwitz.

## Juventud y Segunda Guerra Mundial
Perry Broad nació en Río de Janeiro en 1921, se mudó a Berlín con su madre a la edad de cinco años. Estudió en la Escuela Técnica Universitaria de Berlín y se unió a las SS en 1941, como voluntario extranjero. Asignado en funciones en Auschwitz, solicitó transferencia hacia la Sección Política (Politische Abteilung), donde fue encargado de los interrogatorios. Permaneció en el campo hasta su disolución en enero de 1945, momento en el que escapó hacia Alemania, donde más tarde sería capturado por los británicos. Considerado como prisionero de guerra, escribió voluntariamente un informe sobre sus experiencias en Auschwitz.

## Después de la guerra
Liberado en 1947, fue arrestado nuevamente 12 años después, tras lo cual fue nuevamente liberado en 1960 tras pagar una multa de 50 000 marcos alemanes. En noviembre de 1964, fue nuevamente detenido a raíz del Juicio de Auschwitz que tuvo lugar en Fráncfort en esa época. En el proceso, se comprobó su participación y supervisión durante las selecciones en las rampas de Birkenau, además de su participación en interrogatorios, torturas y ejecuciones. Fue sentenciado a cuatro años de prisión.
Falleció de causas naturales en Düsseldorf, Alemania, en 1993.